# Moiré ottoman
Erebia ottomana
Pour les articles homonymes, voir Moiré.
Espèce
Le Moiré ottoman (Erebia ottomana) est un lépidoptère appartenant à la famille des Nymphalidae, à la sous-famille des Satyrinae et au genre Erebia.

## Dénomination
Erebia ottomana a été nommé par Gottlieb August Wilhelm Herrich-Schäffer en 1847.

### Noms vernaculaires
Le Moiré ottoman se nomme Ottoman Brassy Ringlet en anglais.

### Sous-espèces
- Erebia ottomana durmitorensis Warren, 1932 ;
- Erebia ottomana bureschi Warren, 1933[1] .

## Description
Le Moiré ottoman  est un petit papillon  marron orné d'une bande postmédiane triangulaire aux antérieures et formée de taches orange aux postérieures. Les ocelles, noirs pupillés de blanc sont deux à l'apex des antérieures et un au centre de chaque tache orange des postérieures, plus d'autres petits ocelles présents ou non.
Le revers des antérieures est orange avec les deux ocelles de l'apex et le revers des postérieures est beige marbré avec une large bande plus claire qui porte la ligne des points des ocelles aveugles.

## Biologie

### Période de vol et hivernation
Il vole de mi-juillet à fin août en une seule génération.

### Plantes hôtes
Les plantes hôtes des chenilles incluent Festuca ovina .

## Écologie et distribution
Il est présent en France dans le Massif Central, dans  le nord-est de l'Italie, le sud de la Croatie, de la Bosnie et de la Serbie, en Albanie, Macédoine, Bulgarie dans le nord et le centre de la Grèce et dans le nord de la Turquie,.
En France métropolitaine il n'est présent qu'en Haute-Loire, Ardèche et  Lozère.

### Biotope
Il réside dans les pentes herbues des plateaux d'altitude.